# Linda Solomon
Linda Solomon (Boston, Massachusetts, 10 de mayo de 1937) es una crítica musical, editora y escritora estadounidense. A pesar de que ha escrito sobre diversos aspectos de la cultura popular, su enfoque principal ha sido la música folclórica, el blues, el R&B, el rock, el jazz y la música country. En la década de 1960 se convirtió en columnista de The Village Voice, escribiendo sobre música en una columna semanal titulada "Riffs".
Linda comenzó a hacer reseñas de discos a principios de la década de 1960. Su reseña en Village Voice del álbum The Freewheelin' Bob Dylan (1963) ha sido citada en varios libros, incluyendo Positively 4th Street: The Lives and Times of Joan Baez, Bob Dylan, Mimi Baez Fariña and Richard Fariña (Farrar, Straus y Giroux , 2001) de David Hajdu. Adicionalmente fue editora del musical televisivo ABC-TV Hootenany y de la publicación impresa NME. Luego de  vivir 39 años en Nueva York, Solomon se trasladó a Texas en 1999.